# كاستل سان بييترو تيرمي
كاستل سان بييترو تيرمي (بالإيطالية: Castel San Pietro Terme)‏ هي بلدية في مقاطعة بولونيا في إقليم إميليا رومانيا الإيطالي.

## السكان
في سنة 1861 بلغ عدد السكان 11٬603 نسمة، وتطور العدد ليصل في سنة 2011 لـ 20٬468 نسمة.
يظهر هذا المخطط البياني تطور النمو السكاني لـ كاستل سان بييترو تيرمي

## أعلام
- كيفن كاليا
- لوريس كابيروسي
- ماركو مانشيني
- إدموندو فابري
- أرنالدو بينفيناتي